# Peldersveld
Peldersveld is een wijk in de Nederlandse stad Zaandam.
De wijk wordt begrensd door de wijk Poelenburg in het zuiden, die zich ten zuiden van de Twiskeweg bevindt, en de wijk Hoornseveld in het westen. Soms worden beide wijken samengenoemd als Hoornse/Peldersveld. Peldersveld telde in 2007 5.450 inwoners en Hoornseveld 4.640. Tussen beide wijken ligt echter het Darwinpark.
Ten oosten van de wijk ligt een waterloop, De Watering geheten, die de wijk van de Rijksweg 8, een autosnelweg, scheidt. De wijk kent vooral volkswoningbouw en daarnaast een aantal zeer grote flats die aan de rand van de wijk staan en van kilometers afstand zichtbaar zijn. Komende vanuit het oosten zijn deze bepalend voor de skyline van Zaandam. Sinds 2004 werkt de gemeente Zaanstad aan een wijkontwikkelingsvisie voor deze en nabijgelegen wijken. Deze heeft de naam: Met elkaar verbonden. Evenals in het Hoornseveld zijn de straten in deze wijk naar scheepstypen vernoemd.